# Тамбурат
Тамбура́т — конструкционный плитный материал, представляющий собой композит из двух внешних слоёв фанеры, МДФ, ДВП, ДСтП, ХДФ, ЛДСП и т. п. с внутренним бумажным сотовым заполнением. Тамбурат по одной, нескольким сторонам или по периметру может иметь обрамление — вклееную внутрь рейку, образующую прочную кромку.
В отличие от других плитных древесных материалов тамбурат обладает лёгкостью и не деформируется под собственным весом. Используется для изготовления деталей большой высоты или длины. Хорошо сохраняет первоначальную (прямолинейную) форму благодаря своей жёсткой структуре.
Применяется для изготовления домашней мебели, столов для конференц-залов, кухонных столешниц, стеллажей, письменных столов, торгового оборудования.

## Технические характеристики
Выпускается толщиной от 30 до 240 мм с шагом 10 мм. Заполняется ячеистым крафт-картоном с размером ячейки 25 мм и 15 мм. Толщина лицевых слоёв может быть 3, 6, 8, 10 мм (и другой, по спецификации потребителя).
Тамбурат может быть облицован ПВХ-плёнкой, бумажно-слоистым пластиком, шпоном, нержавеющим металлом (например, алюминием) либо окрашен.

## Преимущества для производства мебели
- визуальный эффект толстостенного натурального массива;
- «свободная геометрия» панели по толщине и криволинейности;
- широкая цветовая гамма и большой выбор облицовочных материалов;
- лёгкость, долговечность;
- для тамбурата можно использовать как обычную так и специальную фурнитуру.